# Buró Internacional para la Epilepsia
El Buró Internacional para la Epilepsia, es una organización internacional sin fines de lucro, iniciada en 1961. Lo integran tanto miembros del poder público y profesionales. Tiene alcance mundial. La organización frecuentemente colabora con la Liga Internacional de Lucha contra la epilepsia.
La organización junto con la OMS y la Liga Internacional contra la Epilepsia (ILAE) organizan la campaña global contra la Epilepsia". Esta campaña empezó en 1997 para aumentar los esfuerzos de los países para luchar contra esta enfermedad del sistema nervioso.